# اکسان‌موبیل
اکسان‌موبیل کورپوریشن (به انگلیسی: Exxon Mobil Corporation) شرکت نفت‌وگاز چندملیتی آمریکایی و دومین شرکت بزرگ جهان است که ستاد مرکزی آن در شهر اسپرینگ واقع در ایالت تگزاس قرار دارد.
شرکت اکسان‌موبیل هم‌اکنون به‌عنوان دومین شرکت بزرگ جهان بر پایه میزان درآمد سالانه شناخته می‌شود. در سال ۲۰۱۲ این کورپوریشن در فهرست فوربز جهانی ۲۰۰۰ در رتبه نخست از بزرگ‌ترین شرکت‌های جهان قرار گرفت. در سال ۲۰۰۷ ذخایر نفتی اکسان‌موبیل؛ معادل ۷۲ میلیارد بشکه برآورد شد.

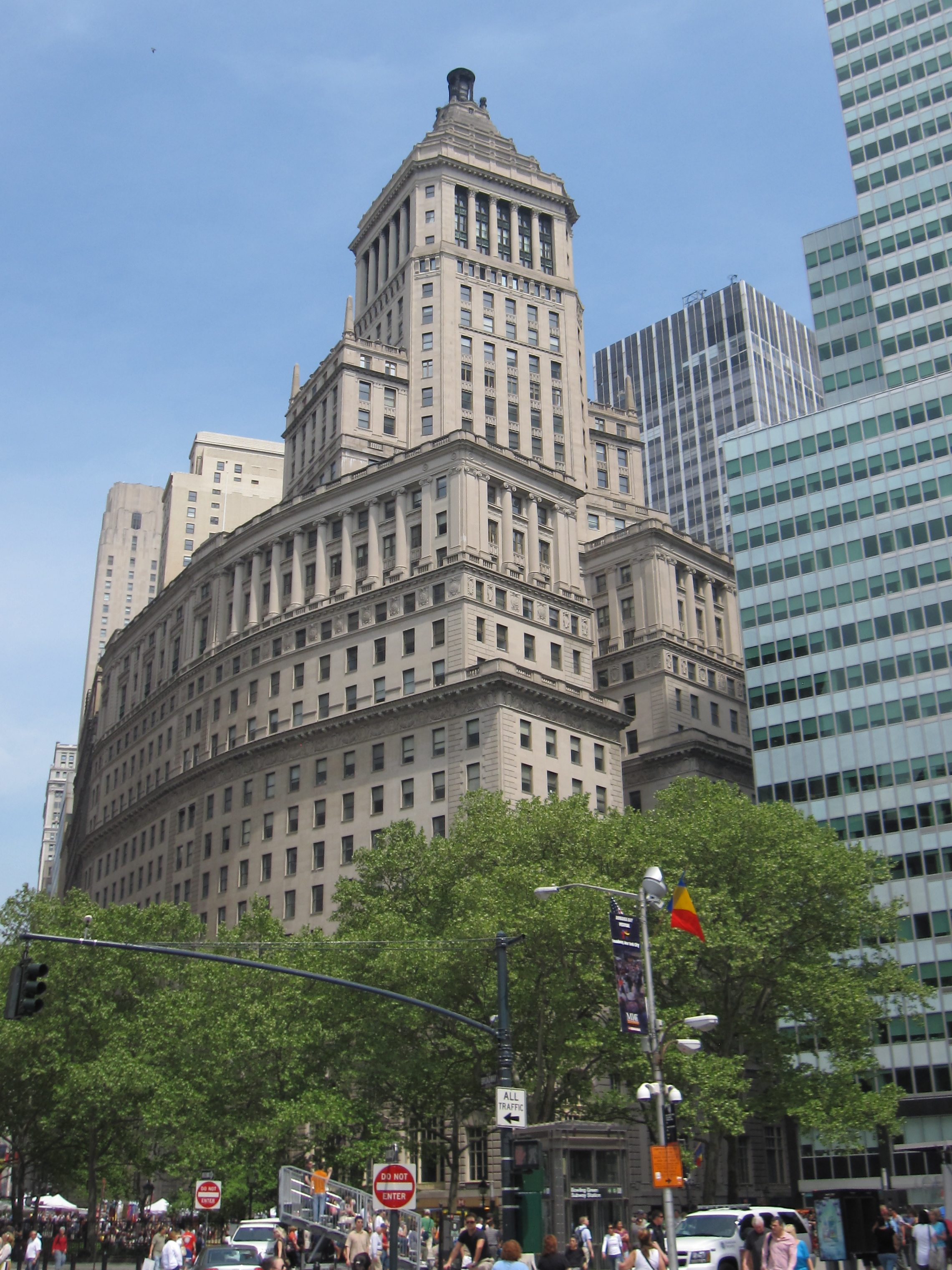
۲۶ برادوی ستاد اکسان‌موبیل در نیویورک (ستاد مرکزی پیشین استاندارد اویل)

با توجه به‌شمار ۳۷ پالایشگاه نفت این شرکت که در ۲۱ کشور مستقر هستند اکسان‌موبیل با ظرفیت پالایش روزانه ۶٫۳ میلیون بشکه نفت، بزرگ‌ترین پالایشگر جهان، محسوب می‌شود.
در فهرست شش شرکت برتر نفتی جهان که به نام «سوپرمیجر» طبقه‌بندی می‌شوند اکسان‌موبیل رتبه نخست را به خود اختصاص داده‌است. محصولات تولیدی توسط شرکت اکسان‌موبیل با سه برند «موبیل» «اکسان» و «اسو» عرضه می‌شوند. بنیان‌گذار این شرکت نفتی، جان دیویس راکفلر بود.

## تاریخچه

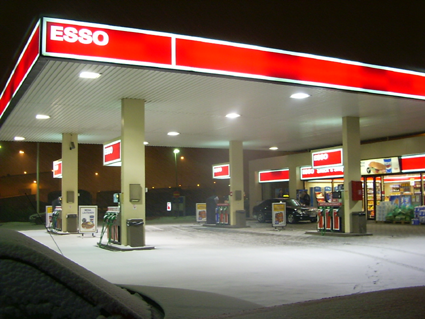
جایگاه سوخت اسو در فنلاند

شرکت اکسان‌موبیل در واقع، وارث اصلی و نسل جدیدی از شرکت نفتی استاندارد اویل؛ جان دیویس راکفلر است. اکسان‌موبیل در ۳۰ نوامبر ۱۹۹۹، با ادغام دو شرکت نفتی آمریکایی «اکسان» و «موبیل» تأسیس شد که در واقع اکسان همان استاندارد اویل نیوجرسی و موبیل نیز استاندارد اویل نیویورک بودند که با گذشت زمان تغییر نام دادند.

### ۱۸۷۰ تا ۱۹۱۰ میلادی
ریشه‌های این شرکت به سال ۱۸۷۰ و زمان تأسیس شرکت استاندارد اویل، در ایالت اوهایو بازمی‌گردد. شرکت استاندارد اویل در عرض کمتر از دو سال توانست همه شرکت‌های رقیب را خریداری کرده و در خود، ادغام نماید یا در غیر این‌صورت با نفوذ خود عملاً آن‌ها را نابود کند. راکفلر که در ابتدا تصمیم‌گیرنده اصلی شرکت بود به‌تدریج با تشکیل کمیته‌هایی کارها را واگذار کرد. ولی کماکان به عنوان سهامدار اصلی این شرکت، باقی‌ماند.

### ۱۹۱۰ تا ۱۹۵۰ میلادی
در سال ۱۹۱۱ اعتراضات عمومی، علیه شرکت استاندارد اویل بالا گرفت و دادگاه عالی ایالات متحده، تجزیه شرکت استاندارد اویل به ۳۴ شرکت کوچک‌تر را اعلام نمود. البته سپس این رأی تعدیل شد و استاندارد اویل به هفت شرکت اصلی تقسیم شد که سال‌ها بعد با ادغام دو شرکت از آن‌ها اکسان‌موبیل تشکیل شد.
«استاندارد اویل نیوجرسی» که سپس «اکسان» نام‌گذاری شد و «استاندارد اویل نیویورک» که ابتدا «سوکونی» و چندی بعد، «موبیل» نام گرفت این شرکت‌ها بودند.
در همان سال، تولید نفت سفید برای نخستین بار تحت تأثیر گازوئیل قرار گرفت. رشد صنعت خودرو باعث ایجاد نام تجاری «موبیل اویل» توسط «سوکونی» (به انگلیسی: Socony) در سال ۱۹۲۰ شد. در دهه‌های بعد، هر دو شرکت توسعه یافته و رشد چشمگیری داشتند.
«استاندارد اویل نیوجرسی» با مدیریت «والتر تیگل» به بزرگ‌ترین تولیدکننده نفت جهان تبدیل شد. این شرکت ۵۰٪ درصد از سهام شرکت تولیدکننده نفت «هامبل اویل» در تگزاس را نیز از آن خود کرد.
سوکونی نیز ۴۵٪ درصد سهام شرکت «مگنولیا پترولیوم» که یکی از پالایش‌کننده‌ها و نیز توزیع‌کننده‌های اصلی نفت بود را خرید و در سال ۱۹۳۱ ضمن ادغام با «وکیوم‌اویل» که از پیشگامان صنعت نفت بود، شرکت «سوکونی-وکیوم» را تشکیل داد.
«استاندارد اویل نیوجرسی» از ایالات متحده، تا شرق دور در مناطقی همچون اندونزی به تولید و پالایش نفت می‌پرداخت. ولی شبکه بازاریابی و توزیع مناسبی نداشت.
در سوی دیگر «سوکونی-وکیوم» بازار خوبی در این منطقه داشت که نیازهای آن را از تولیدات خود در کالیفرنیا تأمین می‌کرد؛ بنابراین دو شرکت سهام خود را در این منطقه ادغام کرده و به صورت ۵۰–۵۰ تقسیم نمودند.

### ۱۹۵۰ تا ۱۹۹۰ میلادی

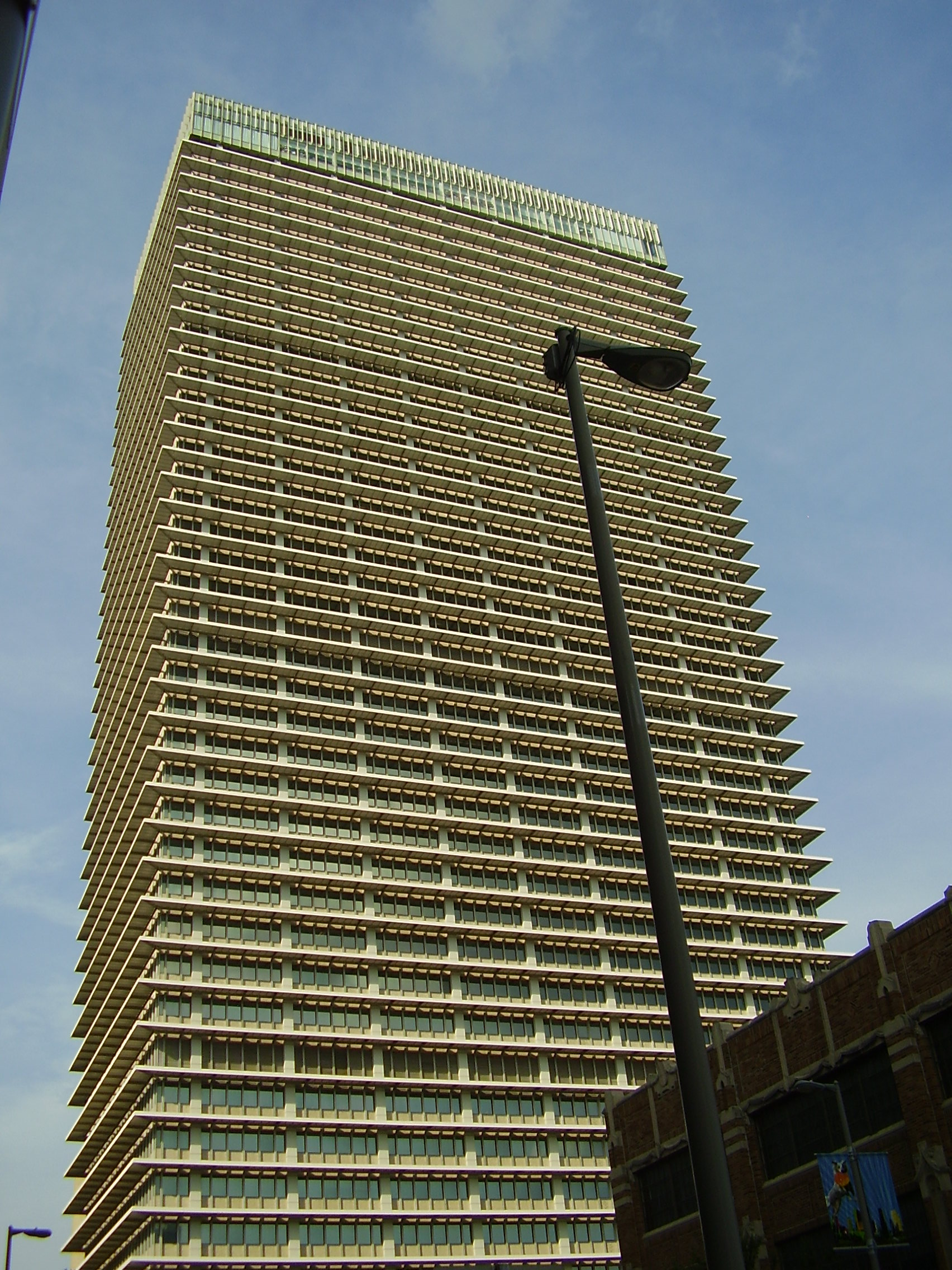
ستاد اکسان‌موبیل در هیوستون

در سال ۱۹۵۰ شرکت تولیدکننده مواد شیمیایی «موبیل» تشکیل شد و محصولاتی شامل: انواع آروماتیکها، آلکن، اتیلن گلیکول و پلی‌اتیلن را تولید می‌کرد. شرکت شیمیایی اکسان نیز، در سال ۱۹۶۵ به یک شرکت جهانی تبدیل شد و به عنوان تولیدکننده و فروشنده اصلی انواع اولفین، پلی‌اتیلن و پروپیلن، الاستومرها، روان‌کنندهها، حلال‌ها و چسب انگم معرفی گردید. این شرکت، رهبر صنعت کاتالیزورهای سنتز پلیمر برای تولید پلیمرهای منحصربه‌فرد با کارایی، بهبود یافته بود.
سوکونی-وکیوم، که پیش‌تر به «سوکونی-موبیل» تبدیل شده بود، در سال ۱۹۶۶ به «موبیل اویل» تغییر نام داد و درنهایت، ده سال بعد، شرکت «موبیل» آن را تصاحب نمود.
شرکت استاندارد اویل نیوجرسی نیز، در سال ۱۹۷۲ به «اکسان» تغییر نام داد و از آن پس، در سراسر ایالات متحده آمریکا از این نام تجاری استفاده نمود، ولی در سایر نقاط جهان، کماکان با برند «اسو» فعالیت می‌کرد.
در ۲۴ مارس سال ۱۹۸۹ نفت‌کش بزرگ «اکسان والدز» با صخره‌های پرنس ویلیام آلاسکا برخورد کرد و یازده میلیون بشکه نفت، به هدر رفت. این تصادف، دومین حادثه بزرگ نفتی، در ایالات متحده آمریکا بود و پس از آن، قانون آلودگی‌های نفتی، در سال ۱۹۹۰ در کنگره ایالات متحده آمریکا به تصویب رسید.

### ۱۹۹۰ تاکنون
دو شرکت اکسان و موبیل در سال ۱۹۹۸ قراردادی به ارزش ۷۳ میلیارد دلار، برای ادغام، با یکدیگر امضا کردند، که طی آن، شرکت «اکسان‌موبیل» تشکیل شد.
این ادغام، از این جهت در آمریکا منحصربه‌فرد بود، که این دو شرکت، پیش‌تر جزو یک شرکت بودند و حدود یک قرن پیش، به‌دلیل قوانین دولتی، از هم جدا شده بودند. این ادغام، بزرگ‌ترین ادغام در ایالات متحده آمریکا محسوب می‌شود.
اکسان‌موبیل در سال ۲۰۰۰ یک پالایشگاه در بنیسیا، کالیفرنیا را فروخت، همچنین ۳۴۰ جایگاه سوخت خود، با نام «اکسان» را به شرکت «والرو انرجی» واگذار نمود؛ ولی در عوض، به تولید و عرضه محصولات نفتی، در بیش از ۷۰۰ جایگاه «موبیل» در کالیفرنیا پرداخت.
در سال ۲۰۰۵ قیمت سهام اکسان‌موبیل به موازات افزایش قیمت نفت، بالا رفت و سهام جنرال الکتریک، که بیشترین سرمایه را تا آن زمان داشت نیز، پشت سر گذاشت. در پایان آن سال نیز، رکورد سود سالانه را با سود ۳۶ میلیارد دلاری شکست.
اکسان‌موبیل در سال ۲۰۰۸ خروج خود را از بازار خرده‌فروشی نفتی، به دلیل مشکلات آن، اعلام نمود، که این امر به تدریج شرکت را از عرضه مستقیم دور می‌کند و ۸۲۰ جایگاه این شرکت و حدود ۱۴۰۰ جایگاه دیگر در ایالات متحده آمریکا را تحت تأثیر قرار می‌دهد. البته جایگاه‌های اکسان و موبیل کماکان به فعالیت خود ادامه می‌دهند و این نام، تحت امتیاز شرکت اکسان‌موبیل به آن‌ها داده شده‌است.
در سال ۲۰۱۰ این شرکت، با خرید شرکت «اکس‌تی‌او انرژی» سعی در تمرکز روی تولید منابع جدید انرژی و گسترش آن‌ها داشته و در کنار آن، فعالیت‌های پیشین خود را ادامه می‌دهد.
شمار کارمندان این شرکت، هم‌اکنون بیش از ۸۲ هزار نفر بوده و در سال ۲۰۱۱ درآمدی بالغ بر ۴۸۶٫۴۲۹ میلیارد دلار را از آن خود کرده‌است.

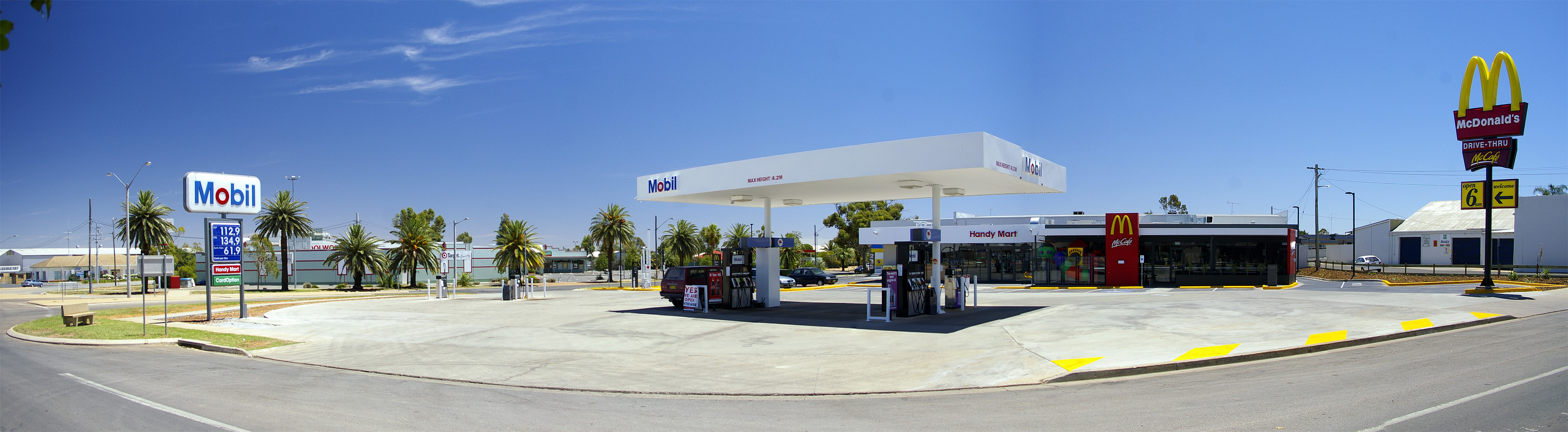
جایگاه سوخت موبیل در ریورینا استرالیا

## برندهای اکسان موبیل
اکسان موبیل فراورده‌های سوختی و روان‌کننده‌های تولیدی خود را با سه نام تجاری، به فروش می‌رساند:
- اکسان، () (به انگلیسی: Exxon): مشتریان این شرکت در ایالات متحده، برای رفع نیازهای شخصی و صنعتی خود، به مواد سوختی، روان‌سازها و سایر خدمات، با این نام تجاری سروکار دارند.
- موبیل، () (به انگلیسی: Mobil): موبیل به عنوان یک برند جهانی، به نوآوری و عملکرد برتر، شهره است. موبیل به خاطر فناوری پیشرفته مواد سوختی، روان‌سازها و خدماتی که ارائه می‌دهد، شناخته شده‌است.
- اسو، () (به انگلیسی: Esso): مشتریان بین‌المللی این شرکت، برای رفع نیازهای شخصی و کاری خود، به مواد سوختی، روان‌سازها و سایر خدمات، با این نام تجاری سروکار دارند.

## فعالیت‌ها

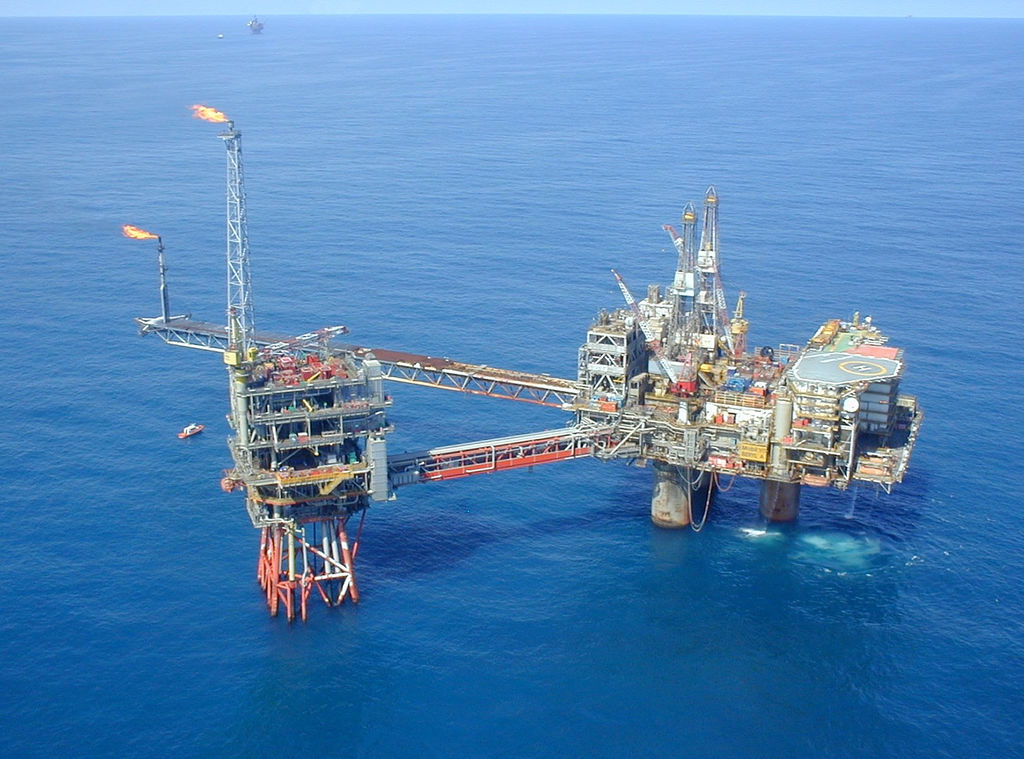
سکوی بریل آلفا متعلق به اکسان موبیل در دریای شمال

اکسان‌موبیل نوآوری و فناوری را بکار می‌بندد تا انرژی و محصول‌های پتروشیمی را برای رفع نیاز جهانی در حال رشد، عرضه کند. کارکنان، دانش فنی، توان مالی و دسترسی به بازارهای جهانی، به ایجاد مزیت رقابتی و پیدایش فرصت‌های ناب، از اکتشاف میدان‌ها گرفته، تا فرصت‌هایی که نیازمند همکاری نزدیک بین واحدی است، برای شرکت می‌انجامد.
برنامه‌های پژوهشی مستمر شرکت، به عملیات‌های کاری یاری رسانده، بهبود خطوط کاری را تقویت کرده و فناوری‌ها و منابع انرژی جدید و نوظهور را کاوش می‌کند. شرکت اکسان‌موبیل از ۱۰ شرکت مستقل و مجزا تشکیل شده‌است، که در مجموع به سه بخش، طبقه‌بندی می‌شوند.
سه بخش عملیاتی شرکت اکسان موبیل، عبارتند از:
- بخش بالادستی
- بخش پایین‌دستی
- صنایع شیمیایی

### بخش بالادستی

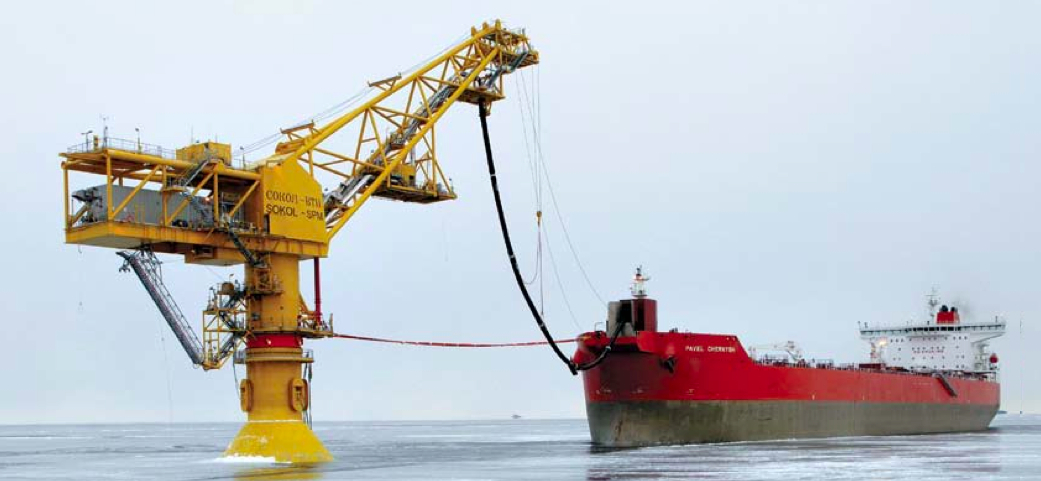
پایانه دی-کاستری روسیه، کشتی متعلق به اکسان موبیل

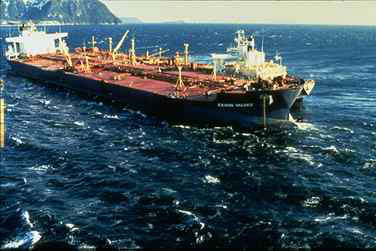
اکسان والدز، نفت‌کش متعلق به اکسان، که در آلاسکا غرق شد.

بخش بالادستی اکسان‌موبیل مجموعه‌ای از فعالیت‌ها و عملیاتی مانند: اکتشاف، استخراج، ترابری و عمده‌فروشی را برعهده دارد. ساختمان اداری بخش بالادستی اکسان‌موبیل در هیوستون، تگزاس مستقر است.
امروزه شمار بیشتری از منابع نفت و گاز جدید و مهم در حوضه‌های دورتر و با محیط عملیاتی چالش‌انگیز، یافت شده‌است. پروژه‌های بزرگ، سرمایه‌بر هستند و پیچیدگی عملیاتی آن‌ها، برتری مدیریتی را بیش از پیش، مورد تأکید قرار می‌دهد.
با این حال، دورنمای کاری بلندمدت شرکت، رویکرد ساختار یافته به سرمایه‌گذاری، رهبری فناوری و عملکرد عملیاتی، در کلاس جهانی، به صورتی منسجم به پیش می‌رود.
توان اکسان‌موبیل در بازارهای بین‌المللی، به شرکت، قدرت اکتشاف و بهره‌برداری از انواع منابع انرژی، در بسترهای مختلف و جغرافیای گوناگون، با استفاده از قابلیت‌ها و فناوری‌های پیشرفته در صنعت را می‌دهد.
شرکت از توانایی‌های زمین‌شناختی منحصربه‌فرد خود و اشراف به منابع هیدروکربنی جهان، برای شناسایی و اولویت‌بندی منابع، بهره می‌گیرد.
پروژه‌هایی که در بالادست تعریف شده، پورتفولیویی از فرصت‌های گوناگون را شامل می‌شود، که عبارتند از: نفت سنگین، تایت گاز، شیل گاز، عملیات در بستر اقیانوس، گاز طبیعی مایع (ال‌ان‌جی)، گاز ترش و حفاری در قطب. اکسان‌موبیل بر عملیات‌های ایمن، مدیریت ذخایر، بهبود مداوم و عملیات تولیدی کاربردی با بهترین روش‌های موجود در جهان، تمرکز دارد.
این شرکت، با بهره‌مندی از تجربه و فناوری‌های کاربردی، قادر به برداشت بیشتر از منابع نفت و گاز حوزه‌های جدید و حوزه‌های قدیمی است. پیشرفت در تصاویر لرزه‌نگاری، شبیه‌سازی ذخایر نفت و گاز، حفاری و طراحی تأسیسات، به شرکت اجازه می‌دهد، که به ذخایری که پیشتر ناشناس و غیرقابل دسترسی بودند، دست یابد.

### صنایع شیمیایی

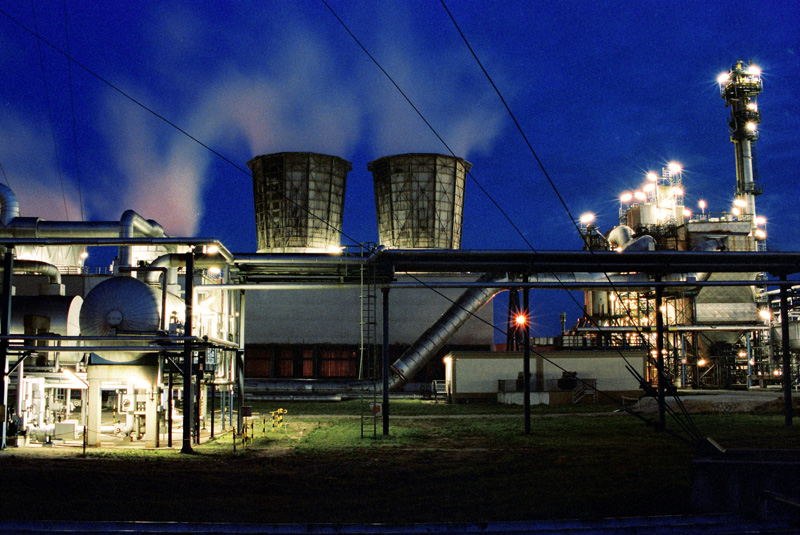
پالایشگاه اینگول‌استات اکسان‌موبیل در آلمان

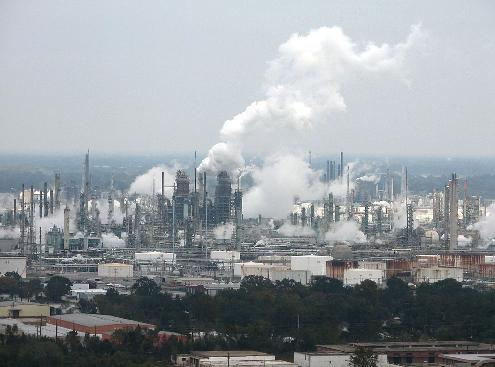
پالایشگاه اکسان در لوئیزیانا

صنایع شیمیایی اکسان‌موبیل یکی از مدیریت‌های بزرگ این شرکت نفتی است، که دفتر مرکزی آن، در شهر هیوستون، تگزاس قرار دارد.
شرکت اکسان‌موبیل یکی از بزرگ‌ترین شرکت‌های پتروشیمی در جهان است. «شرکت پتروشیمی اکسان» محصولات پایه پتروشیمی، برای گستره وسیعی از محصولات شامل: صنایع بسته‌بندی، بطری‌های پلاستیکی، ضربه‌گیرهای بکار رفته در خودرو، لاستیک‌های مصنوعی، حلالها و بسیاری از محصولات مصرفی را تولید می‌کند.
این شرکت در تولید برخی از مواد اولیه محصولات پتروشیمیایی، که از بیشترین حجم مصرفی و سریع‌ترین نرخ رشد برخوردار است، جایگاه نخست را دارد و به عنوان نمونه، بزرگ‌ترین تولیدکننده آروماتیکها، شامل؛ بنزن و پارازیلین در جهان است. اکسان‌موبیل یکی از بزرگ‌ترین تولیدکنندگان اولفین‌ها، شامل: اتیلن و پروپیلن و پلی‌اولفین‌ها، شامل: پلی‌اتیلن و پلی‌پروپیلن، در جهان است.
این گونه تولیدات، محصولات پایه پتروشیمی است، که برای تولید بسیاری از محصولات دیگر، در صنایع بسته‌بندی، خودروسازی و الیاف پلی‌استر، مورد استفاده قرار می‌گیرد.

### بخش پایین‌دستی

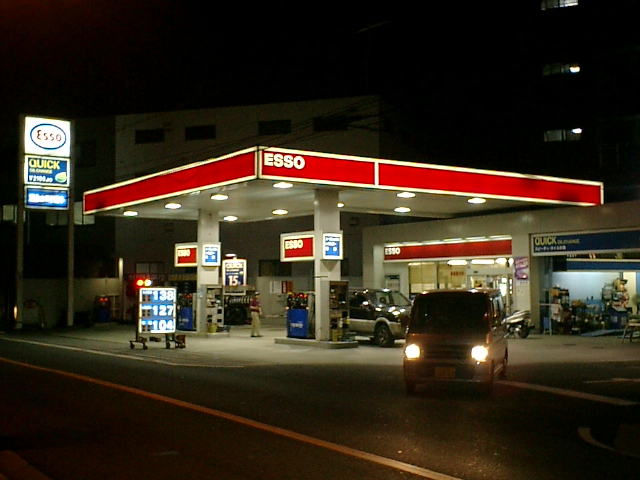
پمپ بنزین اسو در ژاپن

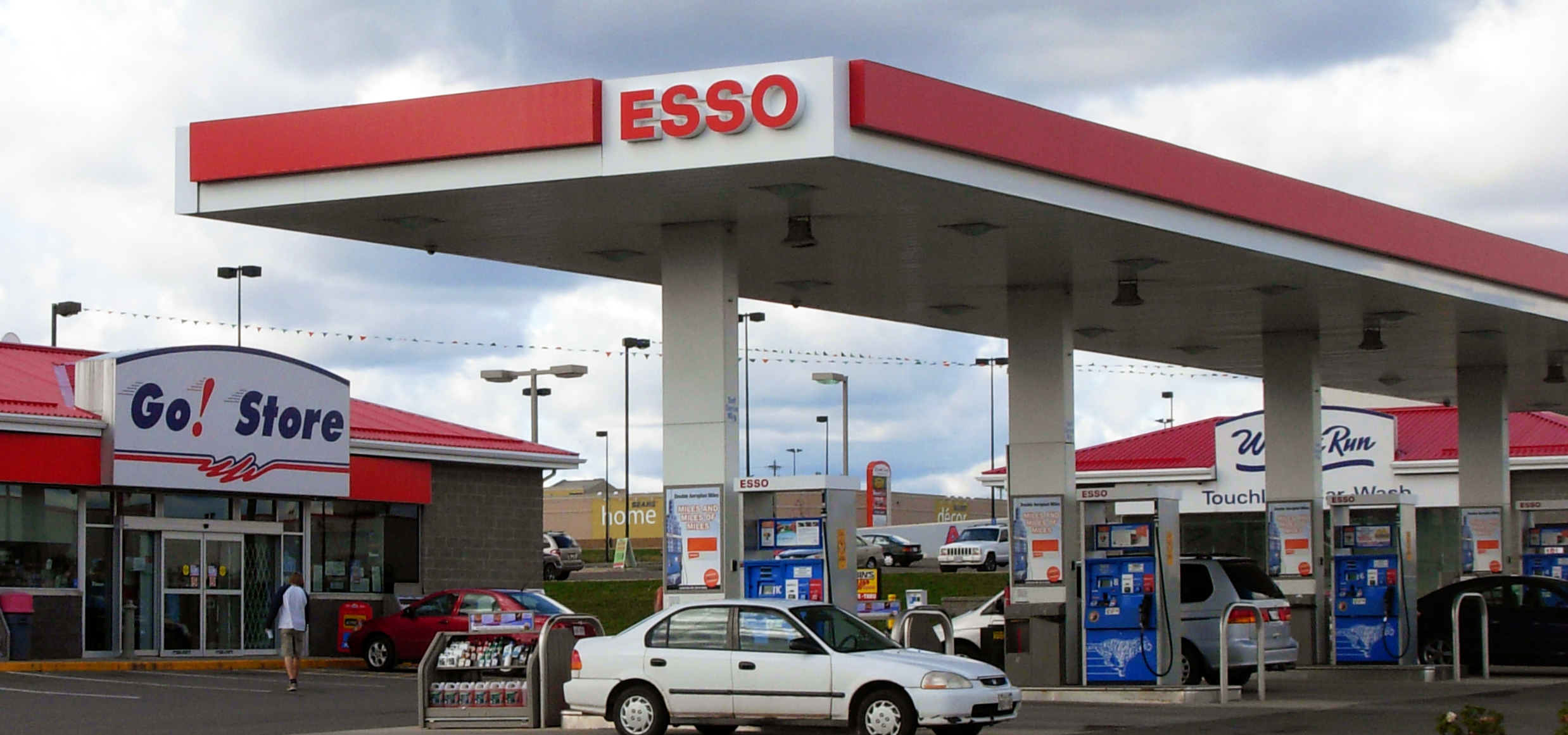
پمپ بنزین اسو در مونکتون، کانادا

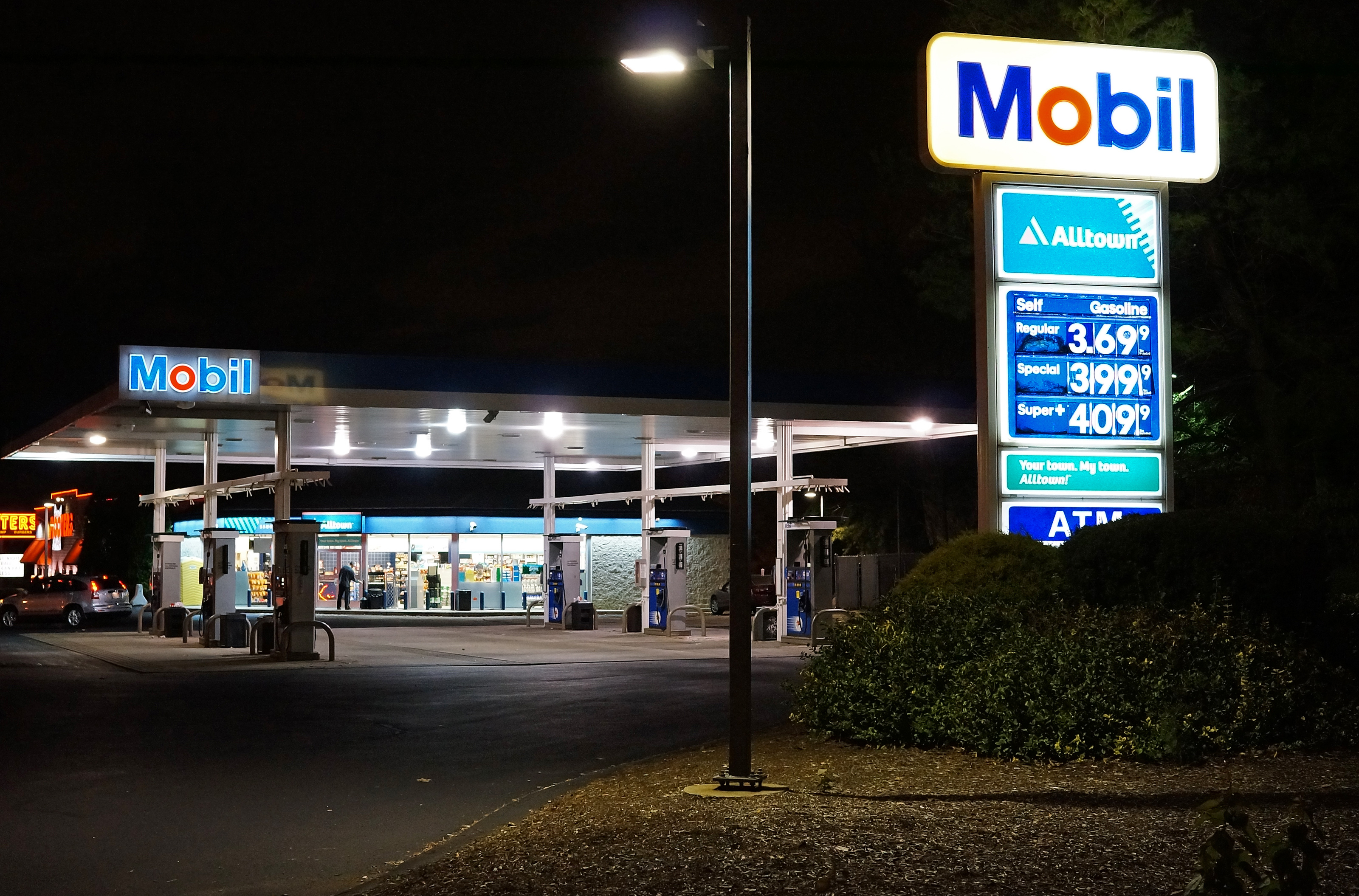
پمپ بنزین موبیل در ماساچوست

بخش پایین‌دستی اکسان‌موبیل وظیفه پالایش، بازرگانی و خرده‌فروشی را در این شرکت، بر عهده دارد و دفتر مرکزی آن، فیرفکس، ویرجینیا مرکزیت دارد.
اکسان‌موبیل به عنوان بزرگ‌ترین پالایش‌کننده در جهان، بیشتر ظرفیت پالایش خود را بر روی روان‌سازها و محصولات شیمیایی متمرکز کرده‌است. سازماندهی عملیاتی بین‌المللی شرکت، توسعه کارا و گسترش جهانی فناوری‌های جدید و برمبنای بهترین روش‌ها را ممکن ساخته‌است.
عملیات پایین‌دستی شرکت، پالایش و توزیع محصولات مشتق شده از نفت خام و دیگر خوراک‌ها را شامل می‌گردد. شبکه بین‌المللی کارخانه‌های تولیدی، سامانه‌های ترابری و مراکز توزیع، بنزین، روان‌سازها و دیگر محصولات با ارزش افزوده بالا را به دست مشتریان می‌رساند.
اکسان‌موبیل بزرگ‌ترین تولیدکننده روغن خام پالایشگاه و بزرگ‌ترین فروشنده روان‌سازها در جهان است. این شرکت، با داشتن بهترین نیروهای آموزش‌دیده، شبکه توزیع قدرتمند و تأمین و تدارکی ستبر، برای مشتریان خود در سراسر جهان، محصولات با کیفیت بالا و دانش و مهارت کاربردی برای حل مسائل آنان، فراهم می‌سازد.
اکسان‌موبیل با فروش محصولات و خدمات با ارزش افزوده، به مشتریان خود در کشورهای مختلف، به‌طور روزانه، به خلق ارزش افزوده در بلندمدت می‌اندیشد. این شرکت، فروش محصولات سوختی را به میلیون‌ها مشتری خود در سراسر جهان، از طریق جایگاه‌های خرده‌فروشی به مشتریان کوچک و به صورت عمده به مشتریان صنعتی، خطوط هوایی و ترابری دریایی، انجام می‌دهد.

## صنایع تخصصی

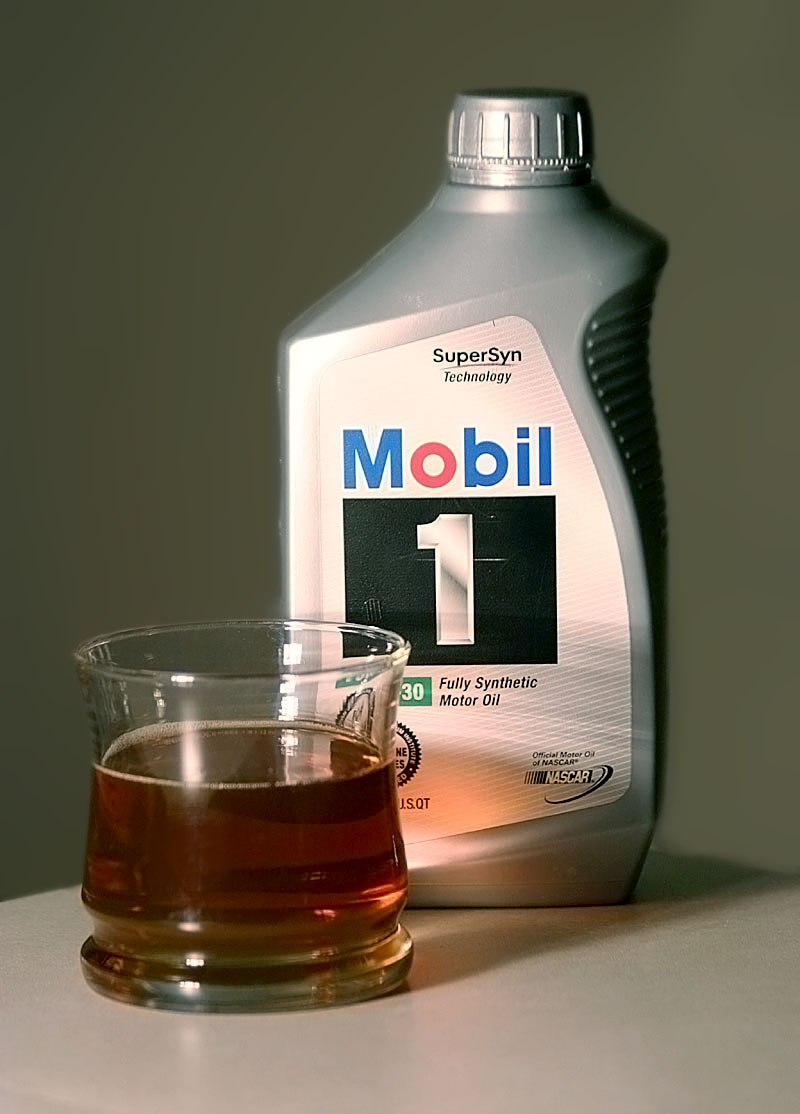
روغن موتور سینتتیک Mobil 1.

شرکت اکسان‌موبیل گروهی از کسب و کارهای تخصصی را دارد، که اگر به تولید انبوه در اندازه محصولات اولیه شرکت برسد، به دلیل جایگاه این شرکت، در بازار و کاهش هزینه ساختاری منتج از منحنی یادگیری، سود بالایی داشته و مقام نخست را برای این شرکت، به ارمغان می‌آورد.
صنایع تخصصی اکسان‌موبیل کاربردهای وسیعی برای مشتریان دارد و به عملکرد و ارزش بالا برای آن‌ها منجر می‌گردد. این شرکت، به جایگاه برتری در تولید محصولاتی مانند: بوتیل پلیمرها، که به حفظ فشار مناسب تایرها و صرفه‌جویی در مصرف سوخت خودروها می‌انجامد، دست یافته‌است.
همچنین حلال‌های پلیمری با عملکرد بالا، تولید می‌کند، که برای مصارفی چون؛ تصفیه آب، روکش‌کاری و سیال‌های حفاری نفت، کاربرد دارد. علاوه بر این، محصولات پایه‌ای سنتزی این شرکت، یک جزء کلیدی در تولید روغن و روانسازهای پیشرفته است.

## حوزه جغرافیایی فعالیت‌ها

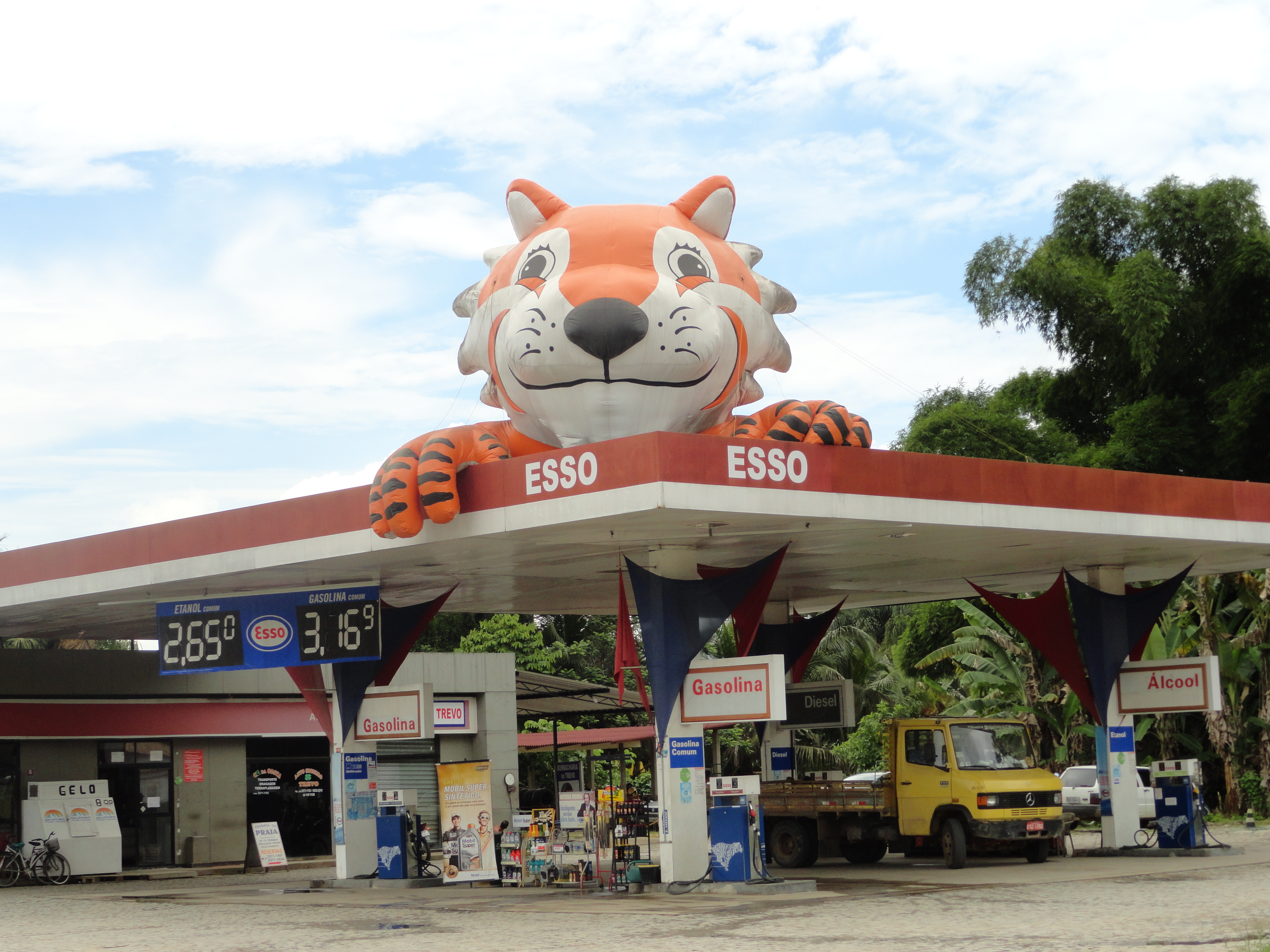
پمپ بنزین اسو در برزیل

اکسان‌موبیل تقریباً در کلیه حوزه‌های انرژی و صنایع پتروشیمی، جایگاه «نخست» را دارد. این شرکت، در اکثر کشورهای جهان، دارای کارخانه بوده، یا به بازرگانی محصولات، مشغول است و در شش قاره جهان، به اکتشاف نفت و گاز اشتغال دارد.
اکسان‌موبیل و شرکت‌های وابسته به آن، به صورت بین‌المللی فعالیت می‌کنند. وب‌سایت‌های این شرکت‌ها، اطلاعاتی در خصوص انواع فعالیت‌ها و فرصت‌های موجود در هر حوزه، ارائه می‌دهند. واحد «پالایش و پخش» شرکت اکسان‌موبیل شبکه قدرتمندی از کارخانه‌های تولیدی و سامانه‌های ترابری و توزیع را برای ارائه سوخت‌های پاک، روان‌سازها و دیگر محصولات با ارزش بالا، به مشتریان بکار گرفته‌است.
اکسان‌موبیل بزرگ‌ترین پالایشگر در جهان است که کارخانجات آن در نزدیکی بازارهای اصلی، در سراسر جهان مستقر هستند. این شرکت در ایالات متحده آمریکا؛ هفت پالایشگاه با ضریب ایمنی بالا را اداره می‌نماید.

## استراتژی کسب‌وکار

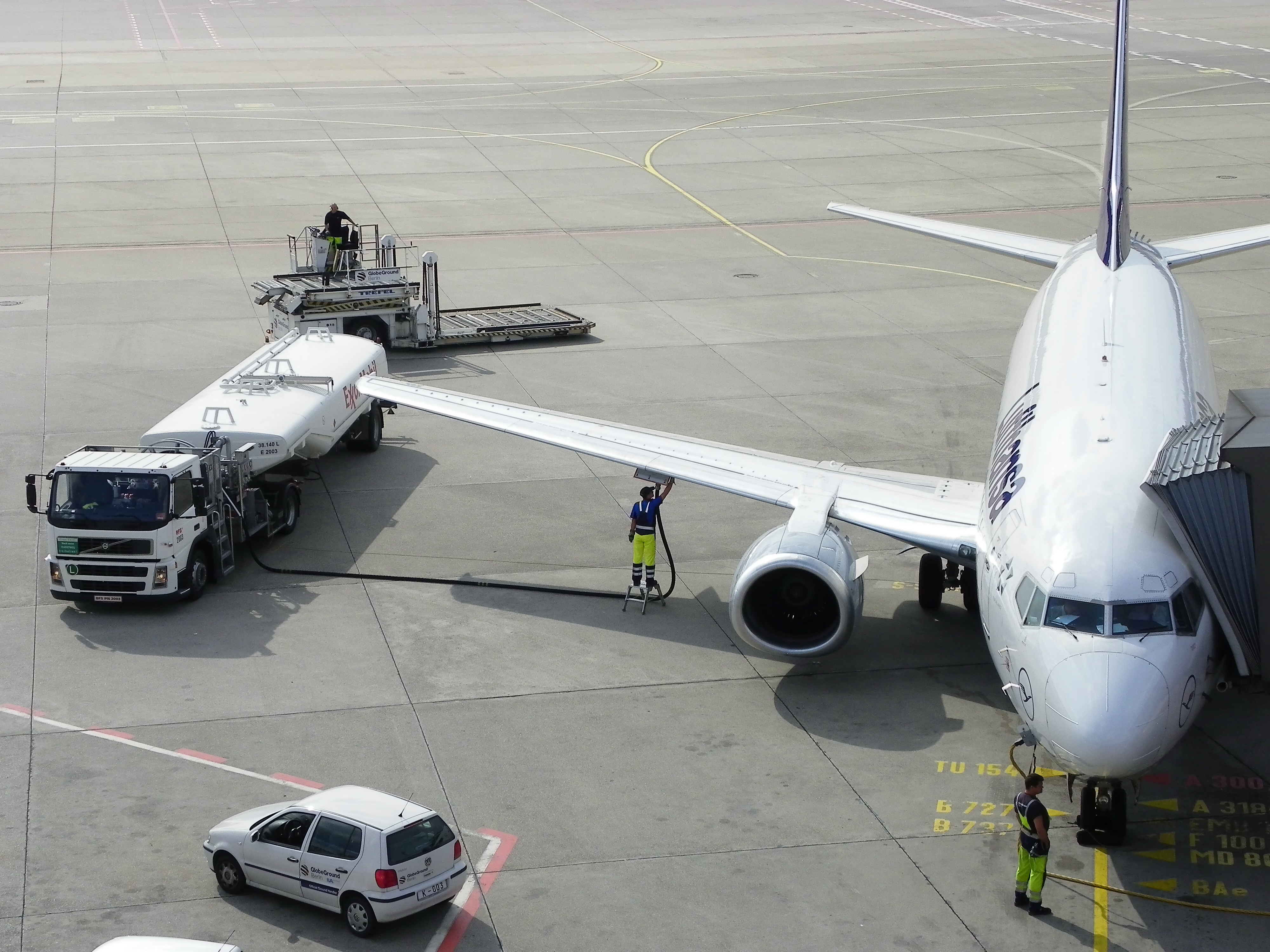
تانکر اکسان‌موبیل در یکی از فرودگاه‌های آلمان

در گزارش‌های ارائه شده، توسط شرکت اکسان‌موبیل مشاهده می‌شود، که این شرکت، به‌طور مستمر، سرمایه‌گذاری در خلق دارایی ثابت را ادامه خواهد می‌دهد. به گفته رکس تیلرسون، رئیس هیئت مدیره و مدیرعامل اکسان‌موبیل:
پروژه‌هایی که شرکت در آن‌ها سرمایه‌گذاری می‌کند، اغلب به میلیاردها دلار سرمایه و سالیان متمادی زمان، برای توسعه آن‌ها، نیازمند است، ولی پس از راه‌اندازی، ده‌ها سال سودآوری را به ارمغان می‌آورد… وی می‌افزاید؛ «موفقیت به یک رویکرد ساختار یافته نیاز دارد، که با در نظر گرفتن چرخه حیات صنایع نفت و گاز و پتروشیمی، بر سود دهی بلندمدت هر یک از پروژه‌ها، تمرکز می‌کند. شرکت به دنبال شناسایی و سرمایه‌گذاری در سبدی از فرصت‌های گوناگون و سودآور پروژه‌هایی در سطح کلاس جهانی است و در حال حاضر، بیش از ۶۰ پروژه در حال توسعه، در دست انجام دارد».
«صنایع شیمیایی اکسان» موتور رشد این شرکت است. اکسان‌موبیل قصد دارد تا با ارائه محصولات جدید و نفوذ بیشتر در بازارهای نو، کسب‌وکار محصولات شیمیایی خود را تقویت کرده و توسعه دهد. این شرکت همچنین بر بهبود کارایی و کاهش هزینه‌های تولید، توزیع و فروش محصولاتش، متمرکز شده‌است.
استراتژی‌های اکسان‌موبیل در حوزه محصولات شیمیایی و پتروشیمی، عبارت است از:
- تمرکز بر روی کسب و کارهایی که شایستگی‌های محوری شرکت را به سرمایه تبدیل می‌کند.
- خلق حداکثر مزیت حاصل از یکپارچه‌سازی عملیات‌های کاری، در اکسان‌موبیل.
- ارائه بهترین عملکرد کاری، به صورت پایدار.
- ایجاد و حفظ جایگاه اختصاصی، در حوزه فناوری.
- سرمایه‌گذاری گزینشی، در پروژه‌های سودآور.

اکسان موبیل در پروژه‌های در مقیاس جهانی، برای تأمین تقاضای در حال رشد در آسیا و به‌ویژه چین که به تنهایی ۲۵٪ از تقاضای بازار را در سال ۲۰۱۵ به خود اختصاص خواهد داد پیشرفت مناسبی داشته‌است. بسیاری از این پروژه‌ها در نواحی راهبردی مانند خاورمیانه و سنگاپور قرار دارند.
شرکت سابیک و شرکت‌های شیمیایی زیرمجموعه اکسان‌موبیل در حال انجام تحلیل امکان‌پذیری برای انجام پروژه‌های پتروشیمی هستند که به سرمایه‌گذاری مشترک در منطقه ینبع و الجبیل عربستان سعودی می‌انجامد. این پروژه‌ها به دنبال تولید محصولات پتروشیمی با هدف تأمین تقاضای در حال ظهور در بازارهای داخلی و بین‌المللی هستند.
این پروژه بر پایه ترکیب دوده با پلاستیک و لاستیک‌های مختلف شامل: بوتیل پلیمرها، لاستیک مونومرهای اتیلن پروپیلن دیان، لاستیک استایرن بوتادین لاستیک پلی‌بوتادین و اولفین‌های ترموپلاستیک است. این پروژه‌ها از سال ۲۰۱۱ به صورت عملیاتی آغاز شده و کماکان ادامه دارند.
علاوه بر این، اکسان‌موبیل ساینوپک و سعودی آرامکو، یک قرارداد ۴ میلیارد دلاری، برای پالایش و تولید محصولات پتروشیمیایی در گوانگجو، جمهوری خلق چین به امضا رسانده‌اند.

## شرکت‌های تابعه

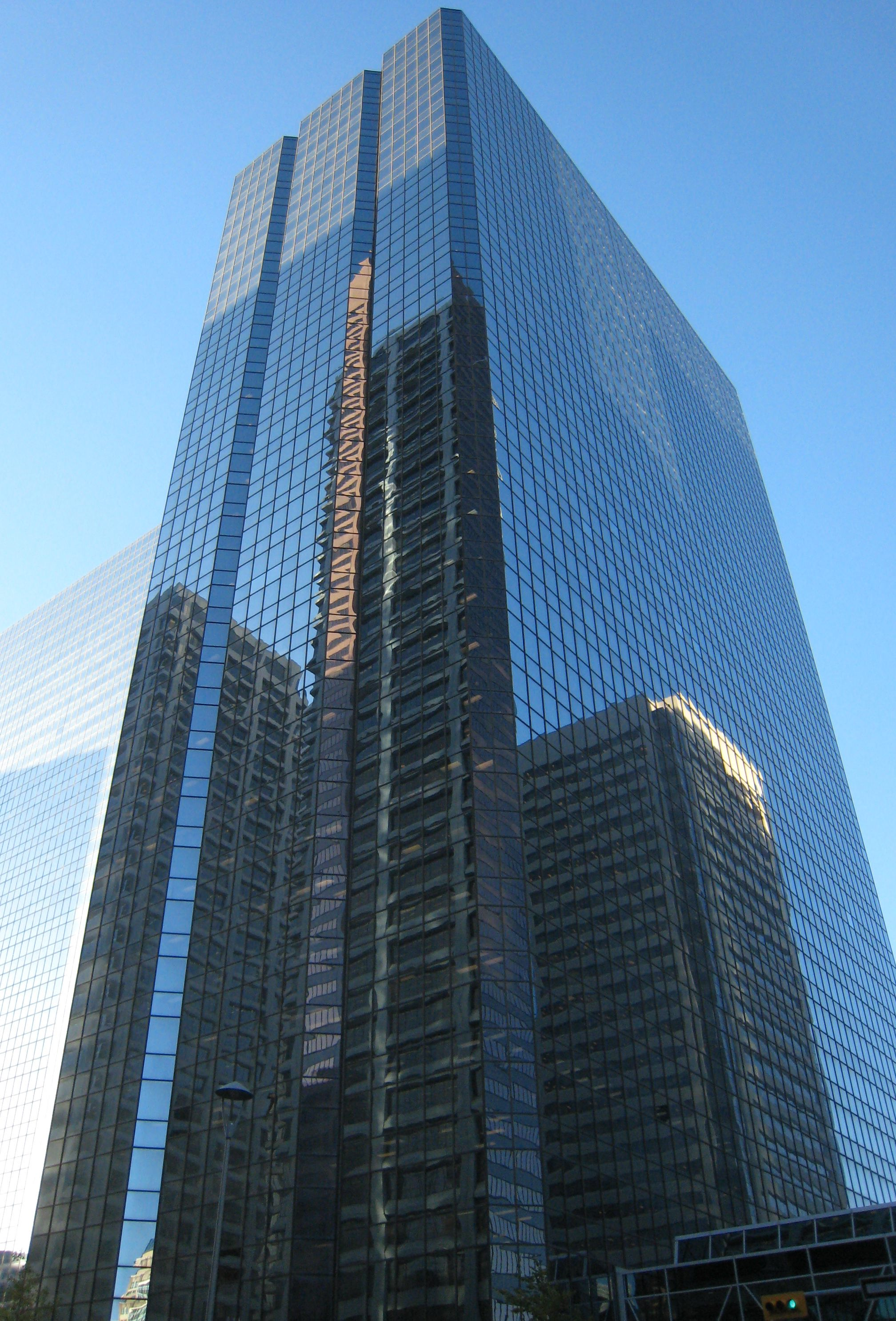
ستاد اکسان موبیل در کالگری کانادا

شرکت اکسان‌موبیل در بخش عملیاتی به سه گروه یا بخش عمده، تقسیم می‌شود. شرکت‌های تابعه این شرکت نفتی نیز در قالب نوع فعالیت در سه گروه ذکر شده طبقه‌بندی می‌شوند:
- شرکت‌های بخش بالادستی اکسان‌موبیل:
- شرکت اکتشاف اکسان‌موبیل
- شرکت توسعه اکسان‌موبیل
- شرکت تولیدی اکسان‌موبیل
- شرکت گاز و بازاریابی برق اکسان‌موبیل
- شرکت پژوهشی بالادست اکسان‌موبیل
- شرکت مشارکت بالادست اکسان‌موبیل
- شرکت‌های بخش پایین‌دستی اکسان‌موبیل:
- شرکت پالایش و عرضه اکسان‌موبیل
- شرکت دریایی سی‌ریور
- شرکت تخصصی بازاریابی سوخت و روغن اکسان‌موبیل[۱۹]
- شرکت پژوهشی و مهندسی اکسان‌موبیل
- شرکت بین‌المللی ترابری دریایی
- شرکت‌های شیمیایی اکسان‌موبیل:
- شرکت شیمیایی اکسان‌موبیل
- شرکت خدمات جهانی اکسان‌موبیل
- شرکت فناوری اطلاعات اکسان‌موبیل
- شرکت بین‌المللی املاک و مستغلات اکسان‌موبیل
- شرکت تدارکات بین‌المللی اکسان‌موبیل
- شرکت‌های مستقل:
  - ایمپریال اویل: مالک ۷۰٪ از سهام
  - اینفنئوم: با مشارکت رویال داچ شل
  - آئرا انرجی: با مشارکت شرکت نفت شل، در کالیفرنیا تأسیس شد.
  - اکس‌تی‌او انرژی

## ساختار شرکت

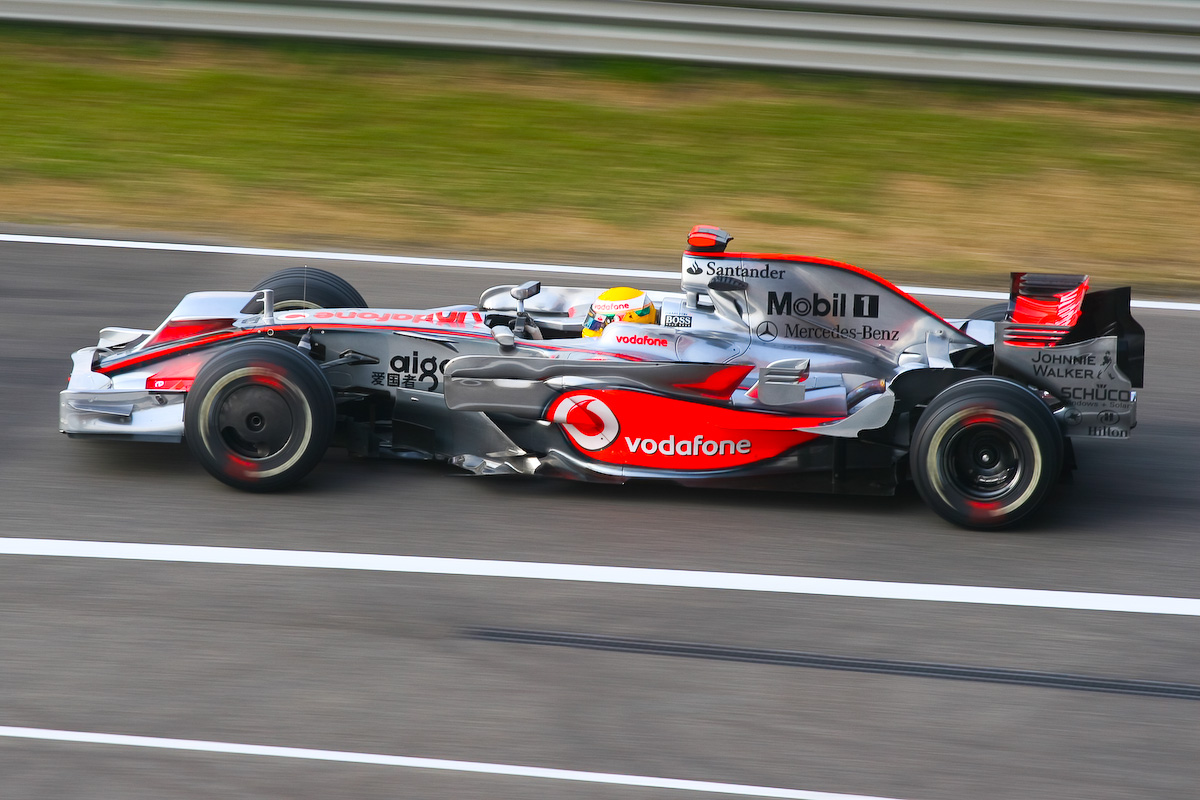
لوئیز همیلتون، راننده مک‌لارن (اسپانسر: اکسان‌موبیل)

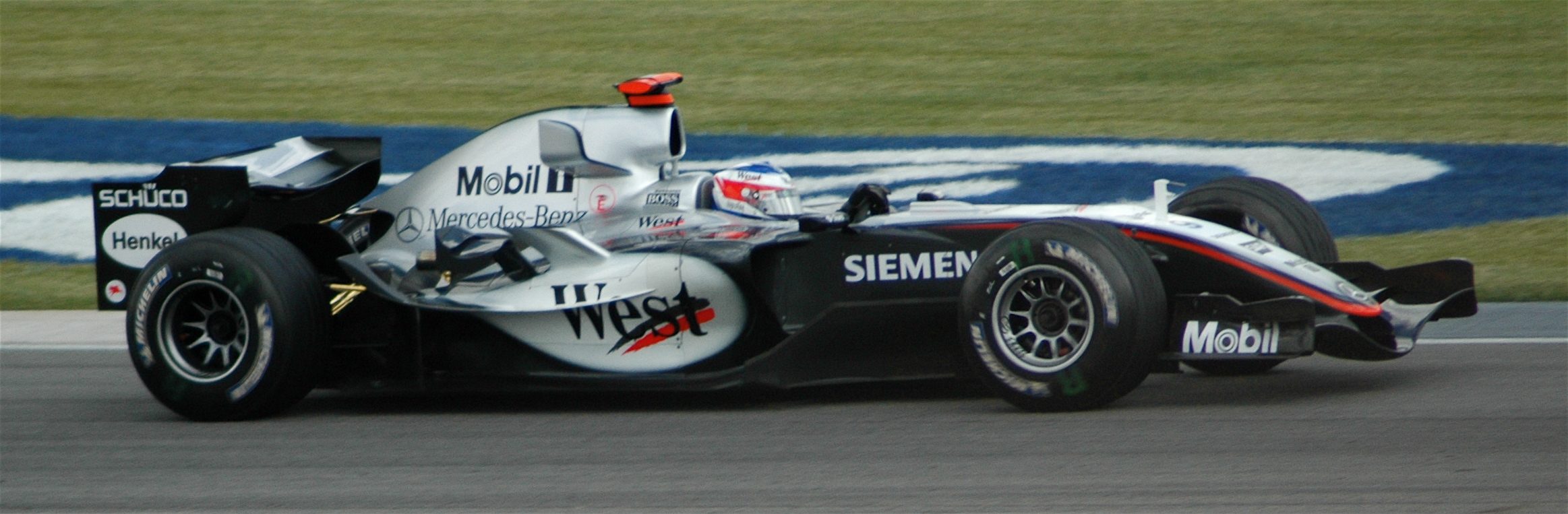
کیمی رایکونن، راننده مک‌لارن (اسپانسر: اکسان‌موبیل)

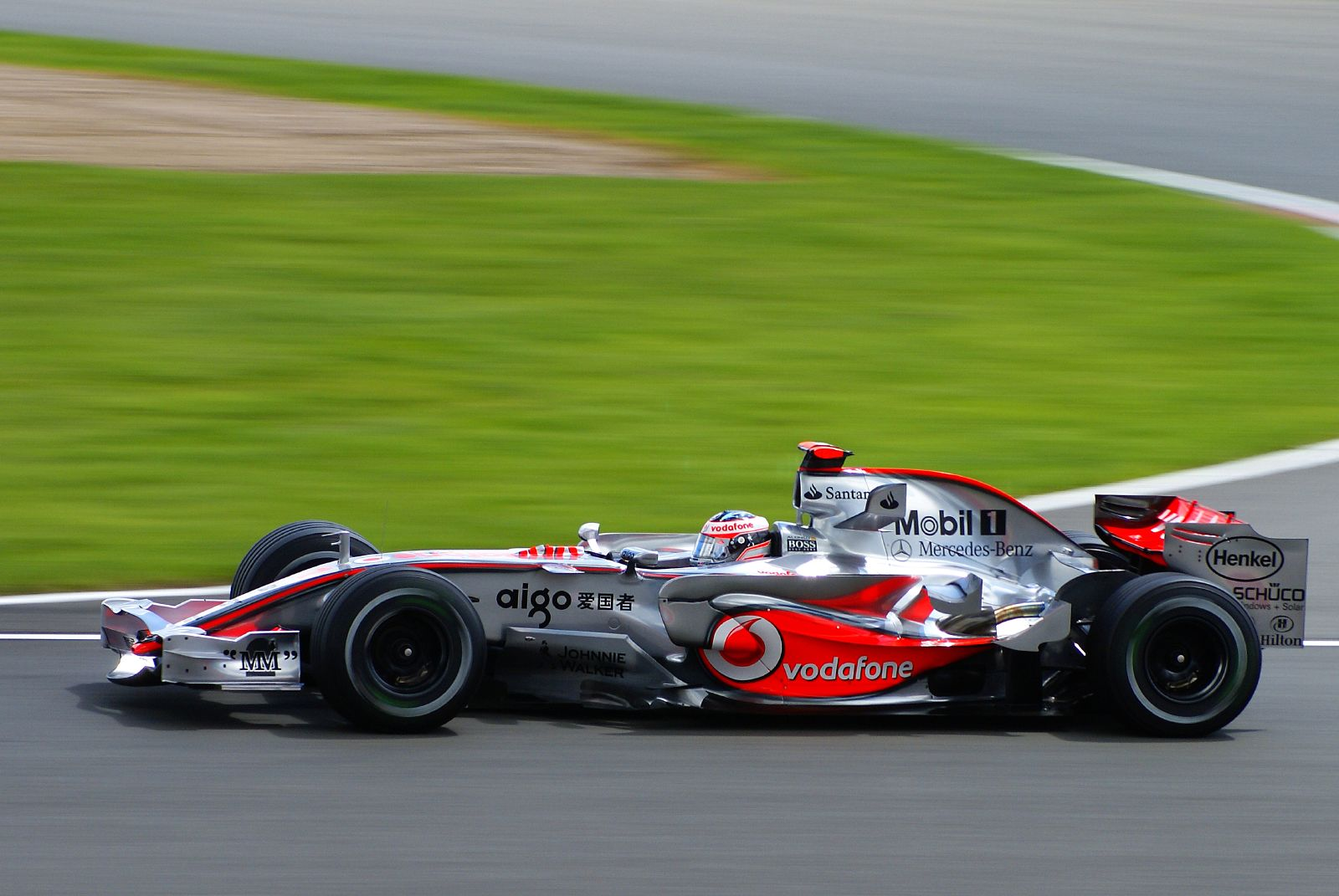
فرناندو آلونسو، راننده مک‌لارن (اسپانسر: اکسان‌موبیل)

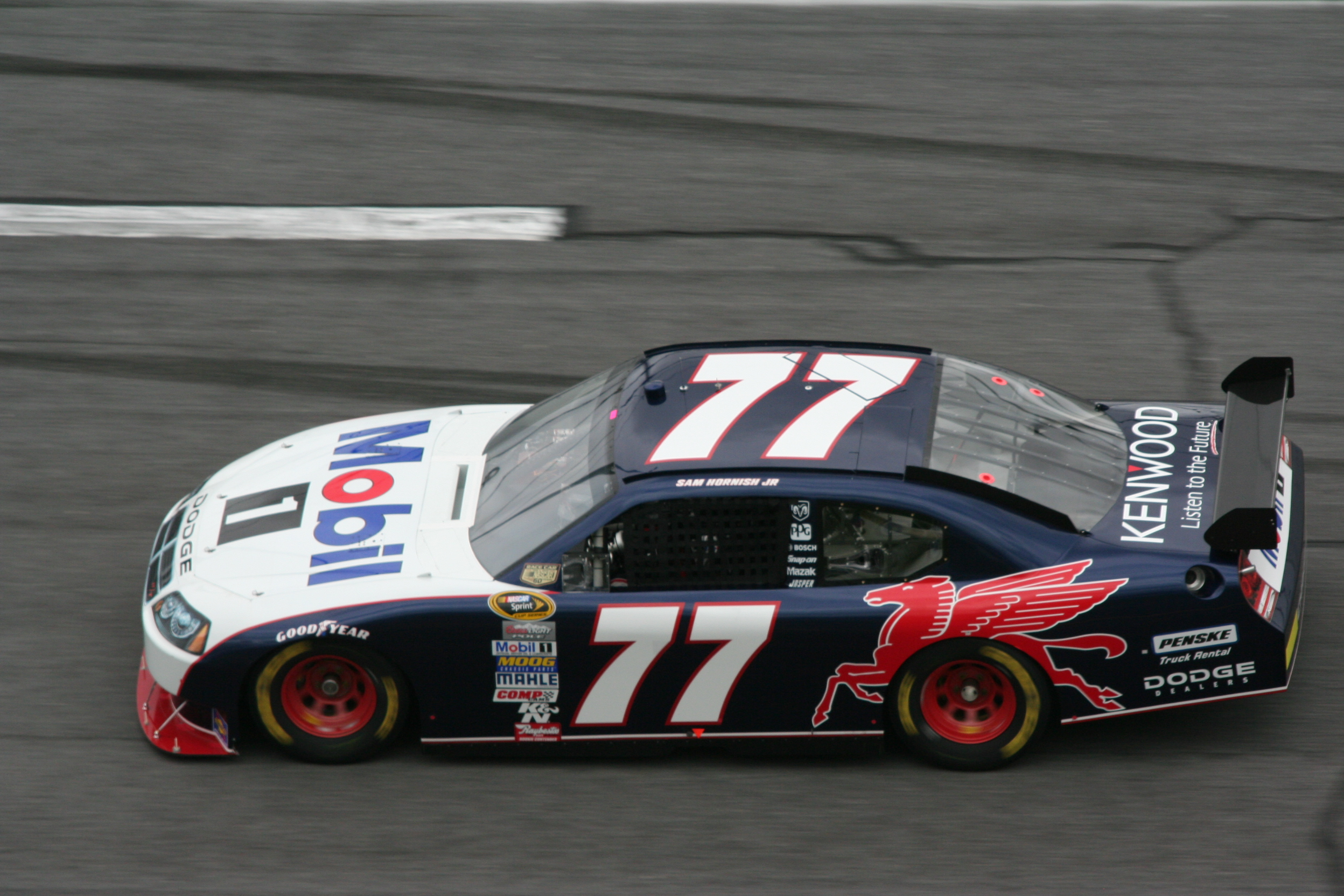

شرکت اکسان‌موبیل به داشتن جایگاه نخست در حوزه انرژی متعهد است. برای دستیابی به این هدف بایستی به صورت پیوسته نتایج مالی و عملیاتی درخشانی داشته باشد و در عین حال به استانداردهای بالای اخلاقی پایبند بماند. دستورالعمل‌های زیر رابطه شرکت با سهام‌داران، مشتریان، کارکنان و جامعه را مشخص می‌سازد.

### سهام‌داران
شرکت اکسان‌موبیل به افزایش ارزش بلندمدت سرمایه‌ای که از سوی سرمایه‌گذاران در اختیارش قرار داده شده پایبند است و با تلاش برای انجام کسب و کار خود به صورتی مسئولانه و سودآور انتظار دارد که سود سهام، برای سهام‌داران افزایش یابد. مدیریت بنگاه نیز با این تعهد و پایبندی صورت می‌گیرد.

### مشتریان
موفقیت شرکت اکسان موبیل به توانایی در رفع نیازهای در حال تغییر مشتریان، به‌صورتی پایدار وابسته است. اکسان‌موبیل در عین حالی‌که محصولات و خدمات با کیفیت بالا و قیمتی رقابتی ارائه می‌دهد به نوآوری و پاسخگو بودن نیز متعهد است.

### کارکنان
کیفیت بالای نیروی کار، مزیت رقابتی ارزشمندی را برای شرکت فراهم کرده‌است. اکسان‌موبیل برای حفظ این مزی، با کیفیت‌ترین افراد در دسترس را استخدام می‌کند و از طریق آموزش و توسعه به افزایش فرصت‌های موفقیت این افراد مبادرت می‌ورزد.
این شرکت به حفظ یک محیط کاری امن با حضور افراد با ملیت‌های گوناگون، که ویژگی آن ارتباط باز، اعتماد و برخورد بدون تبعیض است متعهد است.

### جامعه
کارکنان اکسان‌موبیل متعهد هستند در هر نقطه از جهان که فعالیت می‌کنند شهروند خوبی باشند، استانداردهای اخلاقی را حفظ کرده، از کلیه قوانین، قواعد و دستورالعمل‌های کاربردی پیروی کنند و به فرهنگ‌های محلی و ملی، احترام بگذارند. این شرکت فراتر از کلیه اهداف، به انجام عملیات‌ها به صورتی کاملاً امن و به عنوان دوست محیط زیست، پایبند است.
شرکت اکسان‌موبیل به دنبال آن است تا در همه عرصه‌های کسب و کار خود در لبه رقابت‌پذیری باقی بماند. لازمه این امر آن است که منابع بنگاه مالی، فناوری، عملیاتی و انسانی، به صورتی آگاهانه بکار انداخته شود و مرتباً ارزیابی گردد.
اکسان موبیل تلاش می‌کند تا قابلیت انعطاف خود را برای انطباق با شرایط در حال تغییر، حفظ نماید. اما در عین حال ماهیت کسب و کارش مستلزم یک رویکرد بلندمدت و متمرکز است.
این شرکت پیوسته در تلاش است تا کارایی و بهره‌وری را از طریق یادگیری، مشارکت و پیاده‌سازی بهترین روش‌ها، بهبود بخشد. شرکت در ارزیابی فرصت‌های سرمایه‌گذاری در کارخانه‌ها، ساختارمند و گزینشی عمل می‌کند به دنبال توسعه فناوری‌هایی اختصاصی است که برایش مزیت رقابتی ایجاد می‌کند.

## اطلاعات مالی
اکسان‌موبیل بزرگ‌ترین شرکت سهامی عام در حوزه نفت و گاز است. این شرکت در برخورداری از منابع نفت و گاز در جایگاه نخست قرار دارد. در جهان به عنوان بزرگ‌ترین تأمین‌کننده فراورده‌های نفتی شناخته می‌شود و شرکت تولید محصولات پتروشیمی آن در فهرست بزرگ‌ترین تولیدکنندگان جهان قرار دارد.
اکسان‌موبیل همچنین یک شرکت توسعه فناوری است که با بکارگیری دانش و نوآوری، به یافتن روش‌های بهتر، ایمن‌تر، و پاک‌تر برای رفع نیاز جهانی به انرژی مبادرت می‌ورزد. اطلاعات مالی شرکت اکسان‌موبیل در فاصله زمانی بین سال‌های ۲۰۰۵ تا ۲۰۱۰ در جدول زیر مشخص شده‌است.
| پایان سال    | ۲۰۰۵    | ۲۰۰۶    | ۲۰۰۷    | ۲۰۰۸    | ۲۰۰۹    | ۲۰۱۰    |
| ------------ | ------- | ------- | ------- | ------- | ------- | ------- |
| درآمد کل     | ۹۵۵ ۳۵۸ | ۴۶۷ ۳۶۵ | ۳۲۸ ۳۹۰ | ۵۷۹ ۴۵۹ | ۵۸۶ ۳۰۱ | ۲۲۱ ۳۸۳ |
| سود خالص     | ۱۳۰ ۳۶  | ۵۰۰ ۳۹  | ۶۱۰ ۴۰  | ۲۲۰ ۴۵  | ۲۸۰ ۱۹  | ۴۶۰ ۳۰  |
| جمع دارایی‌ها | ۳۳۵ ۲۰۸ | ۰۱۵ ۲۱۹ | ۰۸۲ ۲۴۲ | ۰۵۲ ۲۲۸ | ۳۲۳ ۲۳۳ |         |
| کل بدهی      | ۹۹۱ ۷   | ۳۴۷ ۸   | ۵۶۶ ۹   | ۴۲۵ ۹   | ۶۰۵ ۹   |         |

## مدیریت ارشد

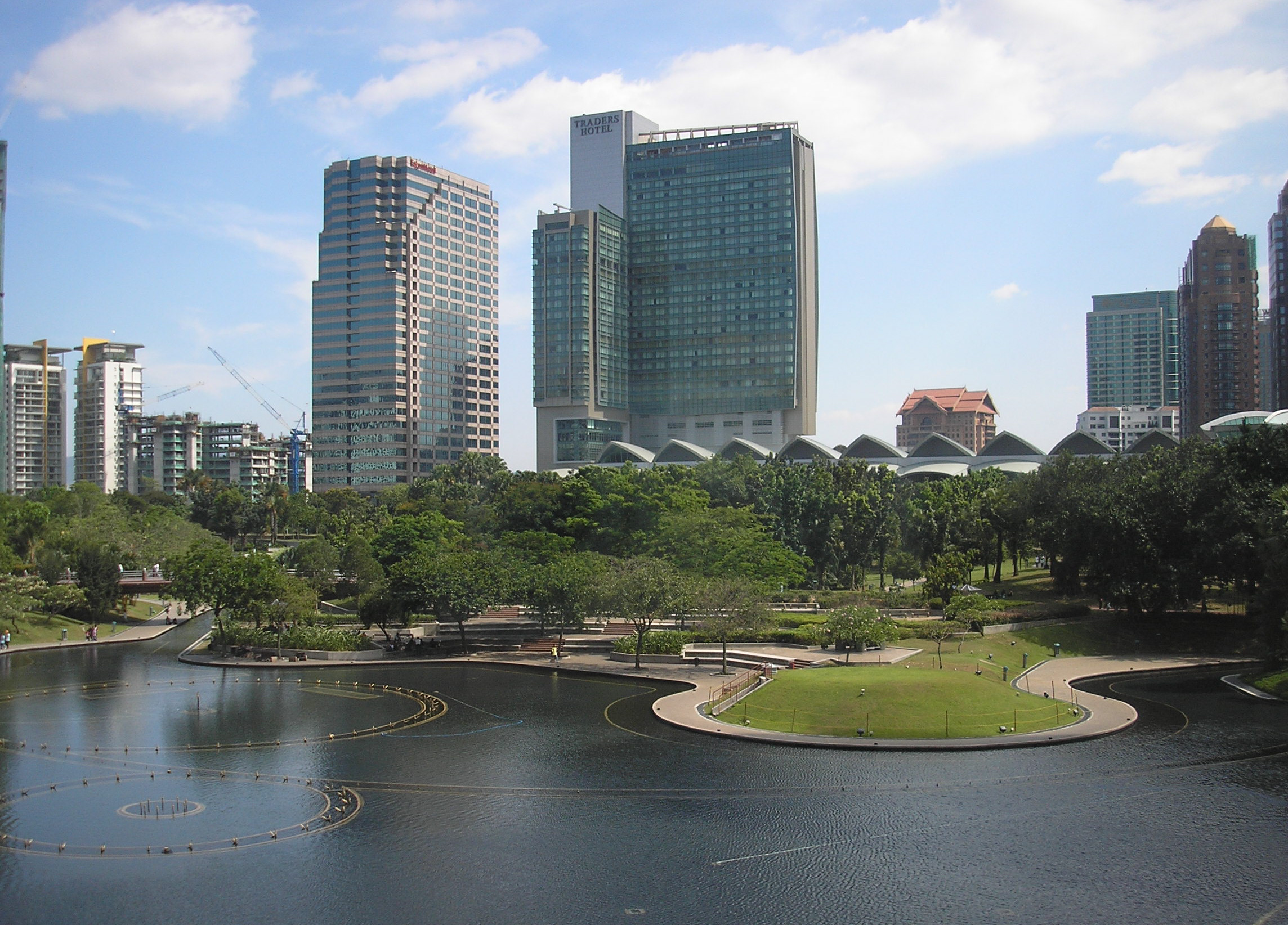
ستاد اکسان موبیل در کوالالامپور، مالزی

رکس تیلرسن از مدیران ارشد این شرکت بود که در ۱ ژانویه ۲۰۰۶ در پی بازنشستگی مدیر عامل و رئیس هیئت مدیره پیشین؛ «لی ریموند» به این سمت منصوب شد.
فهرست اعضای هیئت مدیره اکسان‌موبیل در ۵ فوریه ۲۰۰۹:
- مایکل بوسکین: استاد اقتصاد دانشگاه استنفورد، مدیر اجرائی شرکت اوراکل و وودافون
- لری آر. فاکنر: رئیس بنیاد موقوفه هیوستون، رئیس سابق دانشگاه تگزاس در آستین
- ویلیام دبلیو. جرج: استاد مدیریت دانشگاه هاروارد
- جیمز آر. هافتون: رئیس هیئت مدیره شرکت کورنینگ
- ریتا کلارک کینگ: رئیس سابق هیئت امنای بنیاد جنرال میلز
- مرلین کارلسون: رئیس هیئت مدیره و مدیر عامل شرکت کارلسون
- ساموئل جی. پالمیسانو: رئیس هیئت مدیره آی‌بی‌ام
- خواکین پلایو: رئیس هیئت مدیره و مدیرعامل مک‌گرا-هیل
- استیون اس. ریموند: رئیس هیئت مدیره پپسی کولا
- والتر وی. شیپلی: رئیس بازنشسته هیئت مدیره شرکت چیس منهتن
- رکس تیلرسن: رئیس هیئت مدیره و مدیر عامل اجرایی شرکت اکسان موبیل
- ادوارد ای. ویتاکر: رئیس هیئت مدیره و مدیر ارشد اجرایی ای‌تی اند تی

## انکار آگاهی از دگرگونی اقلیم
تحقیقات دانشمندانی که اکسان‌موبیل استخدام کرده بود از دهه ۷۰ میلادی پدیده گرمایش کره‌زمین و تغییرات آب و هوایی ناشی از آلاینده‌های سوخت‌های فسیلی را نشان داده بود. با این حال این شرکت که میلیاردها دلار از محل فروش بنزین درآمد کسب کرده در همه این سال‌ها در واکنش به تحقیقات، از پذیرش نقش سوخت‌های فسیلی در آلودگی و تغییرات آب و هوایی سر باز می‌زد و آنها را «گمانه‌زنی و غیرقابل اتکا» خواند.